# Cybister prolixus
Cybister prolixus är en skalbaggsart som beskrevs av Sharp 1882. Cybister prolixus ingår i släktet Cybister och familjen dykare. Inga underarter finns listade i Catalogue of Life.